# Approximation de Boussinesq
À ne pas confondre avec l'hypothèse de Boussinesq, concernant la turbulence
L'approximation de Boussinesq en mécanique des fluides  désigne une approximation des équations de Navier-Stokes pour des écoulements incompressibles à surface libre dans lesquels existe un gradient de masse volumique vertical entraînant l'absence d'équilibre hydrostatique. Ce type de méthode a été introduite en 1877 par Joseph Boussinesq, professeur de mécanique à l'Université de Lille et à l'Institut industriel du Nord (École centrale de Lille).
Cette approximation est à la base de nombreux développements, par exemple les écoulements rapidement variés (par exemple un déversoir de canal), la circulation océanique et les problèmes d'ondes à la surface des océans lorsque celui-ci est stratifié, certains mouvements dans l'atmosphère associés à une variation de température comme les vents catabatiques et les problèmes de convection libre.
Les problèmes où l'équilibre hydrostatique est conservé (écoulements en eau peu profonde) relèvent des équations de Barré de Saint-Venant.

## Équations de Navier-Stokes pour une masse volumique variable
On suppose que le milieu présente de faibles variations de température T. Par suite les variations de masse volumique ρ autour de la valeur nominale ρ0 sont également faibles. De plus on peut confondre les capacités thermiques massiques à volume constant CV et à pression constante Cp et supposer ces valeurs indépendantes de la température, de même que la conductivité thermique.
Avec ces hypothèses les équations de Navier-Stokes s'écrivent :
- continuité

{\displaystyle {\frac {\partial \rho }{\partial t}}+\rho {\vec {\nabla }}\cdot {\vec {V}}=0}
- conservation de la quantité de mouvement

{\displaystyle \rho {\frac {D\mathbf {V} }{Dt}}=-\mathbf {\nabla } p+\mu \nabla ^{2}\mathbf {V} +\rho \mathbf {g} }
- la dépendance en température fait que les équations ci-dessus sont à présent couplées à l'équation de conservation de l'énergie interne massique e

{\displaystyle {\dfrac {\partial T}{\partial t}}+\mathbf {V} \cdot \mathbf {\nabla } T-\beta \,\nabla ^{2}T=0\,,\;\;\;\;\;\beta ={\frac {\lambda }{\rho C_{p}}}}
où p est la pression, μ la viscosité dynamique du fluide, V la vitesse, g la gravité, λ la conductivité thermique et β la diffusivité thermique.

## Approximation de Boussinesq

### Équation de continuité
Supposons une variation de masse volumique δρ crée par un phénomène quelconque
{\displaystyle \rho =\rho _{0}+\delta \rho }
L'équation de continuité devient
{\displaystyle {\begin{array}{lcl}0&=&{\frac {D}{Dt}}(\rho _{0}+\delta \rho )+(\rho _{0}+\delta \rho )\mathbf {\nabla } \cdot \mathbf {V} \\[0.6em]&=&\underbrace {{\frac {D}{Dt}}\delta \rho +\delta \rho \,\mathbf {\nabla } \cdot \mathbf {V} } _{=0}+\rho _{0}\mathbf {\nabla } \cdot \mathbf {V} \end{array}}}
soit, comme pour un milieu à masse volumique constante
{\displaystyle \mathbf {\nabla } \cdot \mathbf {V} =0}

### Équation de quantité de mouvement
Pour l'équation de quantité de mouvement on suppose une faible variation de masse volumique
{\displaystyle |\delta \rho |\ll \rho _{0}}
alors
{\displaystyle \rho _{0}{\frac {D\mathbf {V} }{Dt}}=-\mathbf {\nabla } p+\mu \nabla ^{2}\mathbf {V} +\rho \mathbf {g} }
Par ailleurs g dérive d'un potentiel (par exemple Φ = g z à l'échelle du laboratoire)
{\displaystyle \mathbf {g} =-\nabla \phi }
donc
{\displaystyle -\nabla p+\rho \mathbf {g} =-\nabla (p+\rho _{0}\phi )+\mathbf {g} \delta \rho }
La variation de masse volumique est elle-même reliée à la variation de température par
{\displaystyle \delta \rho =-\alpha \rho _{0}\delta T}
où α est le coefficient de dilatation thermique.
Soit finalement
{\displaystyle \rho _{0}{\frac {D\mathbf {V} }{Dt}}=-\nabla (p+\rho _{0}\phi )+\mu \nabla ^{2}\mathbf {V} +\rho _{0}\mathbf {f} }
où on a introduit la flottabilité
{\displaystyle \mathbf {f} =-\mathbf {g} \alpha \,\delta T}

### Équation de l'énergie
On écrit
{\displaystyle T=T_{0}+\delta T}
Cette expression est portée dans l'équation de l'énergie
{\displaystyle \underbrace {{\dfrac {\partial T_{0}}{\partial t}}+\mathbf {V} \cdot \mathbf {\nabla } T_{0}+\beta \,\nabla ^{2}T_{0}} _{=0}+{\dfrac {\partial \delta T}{\partial t}}+\mathbf {V} \cdot \mathbf {\nabla } \delta T+\beta \,\nabla ^{2}\delta T=0}
Donc une équation sur la variation de température identique à celle sur la température elle-même.